# Waldorfskolan
Se Waldorfpedagogik för Waldorfskolans pedagogiska innehåll.

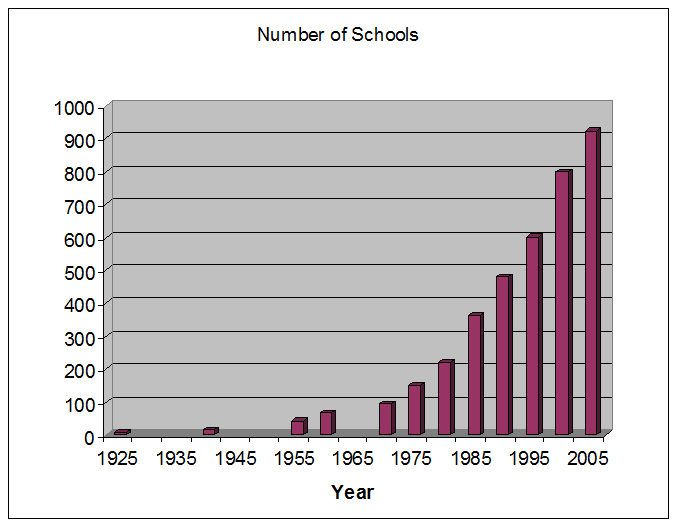
Waldorfskolor i världen mellan 1925 och 2005.

Waldorfskolan, även kallad Rudolf Steinerskolan, är en skoltyp som bygger på den av Rudolf Steiner (1861–1925) grundade waldorfpedagogiken. Waldorfpedagogiken är en internationellt utbredd reformpedagogik, som vilar på en antroposofisk syn på människan.

## Historik
Den första Waldorfskolan grundades 1919 i Stuttgart som en fri allmän 12-årig skola. Namnet kommer från cigarettfabriken Waldorf-Astoria vars ägare Emil Molt bad Steiner att organisera undervisningen för de anställdas barn.[källa behövs]

## I Sverige
Den svenska Waldorfskolan som utgör en del av den antroposofiska rörelsen och bygger undervisningen på egen pedagogik anser sig ansluta till grundskolans övergripande mål att vara en tolvårig sammanhållen skola med waldorfanpassade linjeval i de sista tre åren, som motsvarar det vanliga gymnasiet. Eleverna kan för de sista tre åren välja mellan det Naturvetenskapliga programmet och det Estetiska programmet. För båda programmen har Waldorfskolan en egen Waldorfinriktning. I samband med Lärarhögskolans nedläggning 2008 blev Stockholms universitet ansvarig för lärarutbildningen och gjorde då en utvärdering av waldorfpedagogiken, vilken inte befanns rimma med den svenska skolans plan. Waldorflärarutbildningen uteslöts från den akademiska universitetsutbildningen på grund av den bristande vetenskapligheten. Detta till trots bestämde den moderatledda regeringen sig för att stödja waldorflärarutbildningen med 10 miljoner kronor årligen.
Centralt i undervisningen är användningen av olika konstnärliga medel, målning, tecknande, sång, recitation och drama, för att närma sig och tränga in i de olika ämnena. I övrigt liknar waldorfskolans allmänna läroplan grundskolans.[källa behövs]
När barnet kommit upp till högstadiet, minskar skillnaden mot ett vanligt högstadium,[källa behövs] även om det konstnärliga inslaget fortsätter att spela en central roll i undervisningen. På lågstadiet uppförs mindre skådespel för hela skolan. I årskurs 8 brukar klassen ha ett större skådespel som även visas upp för allmänheten. I årskurs 12 brukar man uppföra två stora spel, ett eurytmispel - en form av dansliknande rörelseövningar och ett teaterstycke.

## I Finland
Rudolf Steinerskolan i Helsingfors (Rudolf Steiner-koulu på finska) var ett finskt- och svenskspråkigt läroverk 1955-1976 i Helsingfors. Vid övergången till grundskolsystemet 1977 bildades Rudolf Steinerskolan i Helsingfors (finska: Helsingin Rudolf Steiner-koulu) med förskola, grundskola och gymnasium.
Rudolf Steinerskolan i Helsingfors grundades 1955 och var den första Steiner-skolan i Finland.
År 1968 fick skolan rätt att dimittera studenter.
År 1977 vid övergången till grundskolsystemet bildades Rudolf Steinerskolan i Helsingfors (finska: Helsingin Rudolf Steiner-koulu) med förskola, grundskola och gymnasium. Samma år grundades en så kallad steinerskolelag i riksdagen.
År 2009 fanns det i Finland inklusive skolan i Helsingfors 26 steinerskolor och ungefär 40 daghem med steinerpedagogik. Alla steinerskolor lyder under den officiella undervisningsplanen.